# Max Knigge
Max Knigge (1984) is een Nederlands componist en altviolist.
Hij heeft altijd al van muziek gehouden en begon op achtjarige leeftijd met vioollessen. Op zijn elfde begon hij met componeren en nam lessen bij David Rowland aan het Conservatorium in Enschede . Momenteel studeert hij compositie en theorie der muziek bij Daan Manneke eveneens aan het Conservatorium van Amsterdam. Toen hij zeventien was maakte hij de overstap naar de altviool. Hij studeerde bij Michelle Sidener en Albert Borgers, Tevens volgde hij masterclasses bij onder andere Jaap van Zweden, Johannes Leertouwer, Nobuko Imai en Ervin Schiffer. Momenteel studeert Knigge bij Marjolein Dispa aan het Amsterdamse conservatorium.
Zijn werk wordt uitgevoerd door diverse ensembles. Zijn stijl is zeer gevarieerd. Hij probeert eigenlijk voor elk ensemble een eigen klank te creëren. Zijn stuk “Inlandse Eik” werd door het ASKO-ensemble gespeeld in Paradiso. In 2005 componeerde hij speciaal voor het klarinettrio “Trio Burlesco” een werk getiteld “de zee bevriest niet” (eerste publicatie in Encore!Magazine). In 2006 en 2007 bracht dit trio zijn muziek in belangrijke concertseries ten gehore. In oktober 2006 kreeg hij de eerste prijs van het Riciotti-Arrangeerconcours voor zijn arrangement van het nummer “Sun Shade”.
Knigge is voornamelijk een ensemble- en orkestspeler. Zo speelde hij onder andere in het Nationaal Jeugdorkest, waaronder een ensembleprogramma onder leiding van Mauricio Kagel, en zit hij in het strijkkwartet “Tuesday quartet”. Zijn Trio Basso is gespecialiseerd in moderne muziek en speelt ook muziek die hij voor het ensemble heeft geschreven.
Max Knigge is getrouwd met pianiste Cathelijne Noorland.